# Рисан (Чорногорія)
Рисан (чорн. Risan/Рисан) — місто (поселення) в Чорногорії, підпорядковане общині Котор. Християнське поселення з населенням 2 083 мешканців.

## Історія
Ймовірно, Рисан був заснований в III столітті до Р. Х.  місцевими іллірійцями з племені ардіеїв і мав назву Різон. Різонський цар Агрон (250 -231 рр до н. е.) підпорядкував своїй владі усе адріатичного узбережжя від грецької колонії Епідамн (Дурреса) до острова Ісса (Віс). За правління сина Агрона — Пінна, від імені якого державою керувала мачуха Тевта, розпочалася війна іллірійців з Римом. За переказами, після укладання миру Тевта кинулася (або була скинута) з різонського муру на гострі камені.
Археологи відкопали в Рісані залишки римських вілл з мозаїчними підлогам. Одну з них прикрашало зображення бога сновидінь Гіпноса.

## Населення
Динаміка чисельності населення (станом на 2003 рік):
- 1948 → 969
- 1953 → 1 038
- 1961 → 1 227
- 1971 → 1 461
- 1981 → 1 766
- 1991 → 2 009
- 2003 → 2 083

Національний склад місто (станом на 2003 рік):
Слід відмітити, що перепис населення проводився в часи міжетнічного протистояння на Балканах й тоді частина чорногорців солідаризувалася з сербами й відносила себе до спільної з ними національної групи (найменуючи себе югославами-сербами — притримуючись течії панславізму). Тому, в запланованому переписі на 2015 рік очікується суттєва кореляція цифр національного складу (в сторону збільшення кількості чорногорців) — оскільки тепер чіткіше проходитиме розмежування, міжнаціональне, в самій Чорногорії.